# Raffaele Buzzi
Raffaele Buzzi (* 17. Juli 1995 in Tolmezzo) ist ein italienischer Nordischer Kombinierer.

## Werdegang
Überwiegend erfolglose Jahre im Jugendbereich
Buzzi gab sein internationales Debüt als Skispringer bei den Nordischen Skispielen der OPA 2009 in Baiersbronn, wo er jedoch keinen Anschluss an die Besten seiner Altersgruppe finden konnte. Seinen ersten Wettkampf als Kombinierer absolvierte er im Oktober 2009  im Alpencup, doch auch hier reichte es zunächst nur für die hinteren Ränge. In den folgenden Jahren trat Buzzi regelmäßig im Alpencup an, konnte aber keine nennenswerten Erfolge erzielen. Beim Europäischen Olympischen Winter-Jugendfestival 2011 in Liberec trat er nochmals als Spezialspringer in Erscheinung, blieb dabei allerdings sowohl im Einzel als auch mit dem Team chancenlos. Obwohl sich im Alpencup weiterhin keine Resultate unter den besten Dreißig einstellten, reiste Buzzi zu den Olympischen Jugend-Winterspiele 2012 in Innsbruck. Der Nominierung konnte er allerdings gerecht werden, da sein fünfter Platz im Einzel nach der Gundersen-Methode als Erfolg verbucht werden konnte. Darüber hinaus belegte er gemeinsam mit Veronica Gianmoena und Daniele Varesco den zehnten Rang im Mixed-Team-Springen. Wenige Wochen später debütierte er im heimischen Predazzo im Continental Cup, musste jedoch ohne Punktgewinn abreisen.
Nachdem Buzzi in der Saison 2012/13 regelmäßiger die Punkteränge im Alpencup erreichen konnte, wurde er bei den Nordischen-Junioren-Skiweltmeisterschaften 2013 in Liberec eingesetzt. Die Wettkämpfe verliefen für den Italiene jedoch enttäuschend, sodass er sowohl in den beiden Einzelwettbewerben als auch mit der Staffel nur die hinteren Ränge belegte. Im Januar 2014 lief er erstmals in die Top 10 im Alpencup, verpasste dabei in Predazzo als Vierter sogar nur knapp das Podest. Mit dieser Leistungssteigerung im Rücken reiste er zu den Nordischen-Junioren-Skiweltmeisterschaften 2014 im Val di Fiemme. Im Vergleich zum Vorjahr zeigte Buzzi sich deutlich verbessert, doch konnten die Ränge 14 und 17 im Einzel nicht zufriedenstellen. Mit der Staffel reihte er sich auf dem achten Platz ein. Ende August 2014 qualifizierte er sich in Oberstdorf erstmals für ein Rennen im Grand Prix, kam schließlich aber nicht über den 50. Platz hinaus. Auch im Winter 2014/15 trat Buzzi vorrangig im Alpencup an. Erst Ende Januar 2015 stellte er sich in Planica der internationalen Konkurrenz im Continental Cup. Erstmals gelang ihm dabei der Sprung in die Punkteränge. Bei den Nordischen-Junioren-Skiweltmeisterschaften 2015 in Almaty fand sie Buzzi lediglich im Mittelfeld wieder.
Erste Weltcup-Punkte und WM-Teilnahme 2017
Zu Beginn des Winters 2015/16 gehörte Buzzi erstmals konstant zum italienischen Continental-Cup-Team. Im Saisonverlauf steigerte er sich und konnte letztlich regelmäßig Punkte gewinnen. Sein bestes Saisonergebnis war der 14. Platz in Planica. Mitte Februar 2016 wurde er ins Weltcup-Team berufen, doch kam er bei seinem Debüt in Lahti mit knapp fünf Minuten Rückstand auf Rang 41 ins Ziel. Am zweiten Wettkampftag in Süd-Finnland wurde Buzzi gemeinsam mit Lukas Runggaldier nach einer schwachen Sprungleistung und der viertbesten Laufleistung Zwölfter im Teamsprint. Am abschließenden Weltcup-Wochenende in Schonach startete er zum ersten Mal in der italienischen Staffel, mit der er Sechster wurde. Tags darauf gewann er seine ersten drei Weltcup-Punkte, sodass er in der Gesamtwertung gemeinsam mit Kail Piho den 57. Platz einnahm. Eine Woche später bestätigte er seine Form mit dem sechsten Platz im Gundersen Einzel beim Continental-Cup-Saisonabschluss in Klingenthal.
Im darauffolgenden Winter tat sich Buzzi im Weltcup schwer, sodass er im Februar wieder im zweitklassigen Continental Cup startete. Dennoch stand er im italienischen Aufgebot zu den Nordischen Skiweltmeisterschaften 2017 in Lahti. Bei seinem einzigen Einsatz im Gundersen Einzel von der Normalschanze belegte er einen respektablen 37. Platz.
Teilnahme an den Olympischen Winterspielen
Im Sommer 2017 errang Buzzi seine ersten Grand-Prix-Punkte, wobei er besonders durch starke Laufleistungen auf sich aufmerksam machte. Auch zum Auftakt in die Weltcup-Saison 2017/18 Ende November in Ruka erreichte er im Sprint die Punkteränge. Im restlichen Saisonverlauf konnte er keine weiteren Weltcup-Punkte gewinnen und verfehlte auch im Continental Cup vordere Platzierungen. Bei den Olympischen Winterspielen 2018 in Pyeongchang konnte er auch keine besseren Leistungen abrufen, sodass er im Einzel die Ränge 40 und 34 sowie gemeinsam mit Lukas Runggaldier, Aaron Kostner und Alessandro Pittin den achten Platz erreichte.
Seit dem Sommer 2018
Der Verlauf des Grand Prix 2018 offenbarte die Stärken und Schwächen Buzzis deutlich. So gewann er zwar die Bester-Läufer-Trophäe, doch kam er letztlich nur auf 50 Punkte, die ihm den 28. Platz in der Gesamtwertung einbrachten. Auch im Winter zeigte Buzzi zwar gute Laufleistungen, doch verhinderten schwache Sprünge weitere Weltcup-Punkte. Nur beim Massenstart in Lillehammer am Anfang Dezember lief er unter die Top 30. Bei den Nordischen Skiweltmeisterschaften 2019 in Seefeld belegte er den 32. Platz im Gundersen Einzel von der Großschanze. Etwas besser lief es für ihn von der Normalschanze, als er auf Rang 27 ins Ziel kam. Mit der italienischen Staffel wurde er Siebter. Die Saison schloss er in Nischni Tagil mit dem fünften Rang im Massenstart sowie als Sechster im Gundersen Einzel über 15 Kilometer im Continental Cup ab.
Im Sommer 2019 verteidigte Buzzi seinen Titel als besten Rollerski-Läufer. Da sich seine Sprungleistungen jedoch nicht verbessert hatten, reichte es letztlich nur zu siebzehn Grand-Prix-Punkten. Mitte Dezember 2019 erreichte er am Auftaktwochenende des Continental Cups in Park City im Massenstart als Zweiter erstmals das Podium. In den folgenden Wochen trat er im Weltcup an, wo er meist nach dem Sprungdurchgang weit abgeschlagen zurücklag. Erst beim Wettbewerb über 15 Kilometer im Rahmen des Nordic Combined Triples in Seefeld Anfang Februar belegte er den 26. Platz und gewann so aufgrund der eigentümlichen Punktevergabe des Wochenendes zehn Weltcup-Punkte. Im restlichen Saisonverlauf konkurrierte er erfolgreich im Continental Cup, in dessen Gesamtwertung er Zehnter wurde. Zum Auftakt in den Winter 2020/21 war Buzzi Teil des italienischen Weltcup-Kaders in Ruka und konnte diese Nominierung bereits am zweiten Wettkampftag im Gundersen Einzel über zehn Kilometer mit dem 29. Platz rechtfertigen. Zwar hatte Buzzi weiterhin einige Mängel im Sprungbereich aufzuweisen, doch zeigte er sich im Vergleich zu den Vorjahren verbessert, was unter anderem auf die Zusammenarbeit mit dem neuen Sprungtrainer Danny Winkelmann zurückzuführen war. Bei den Nordischen Skiweltmeisterschaften 2021 in Oberstdorf lief Buzzi im Gundersen Einzel von der Normalschanze auf den 31. Platz. Zwei Tage später wurde er gemeinsam mit Aaron Kostner, Samuel Costa und Alessandro Pittin Siebter im Team. Nachdem im Laufe der Weltmeisterschaften vier Mitglieder der italienischen Delegation positiv auf SARS-CoV-2 getestet wurden, zog der italienische Skiverband alle Athleten zurück. Daher nahm auch Buzzi weder am Gundersen-Wettbewerb von der Großschanze noch am Teamsprint teil. Die Saison schloss er mit 21 Punkten auf dem 42. Platz der Weltcupgesamtwertung ab.

## Statistik

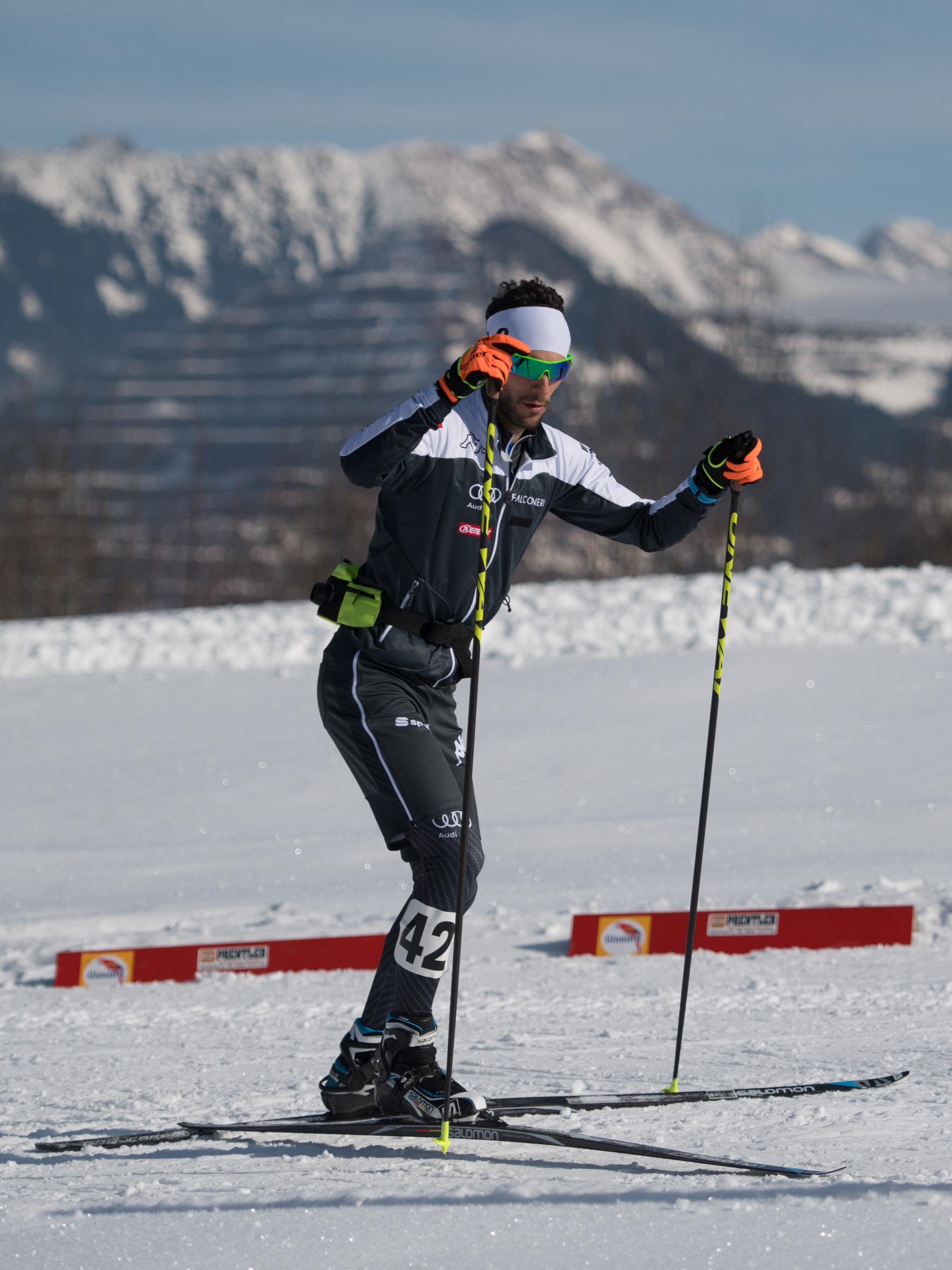
Buzzi beim COC 2017 in Eisenerz

### Platzierungen bei Olympischen Winterspielen
| Jahr und Ort     | Wettbewerb   | Wettbewerb   | Wettbewerb |
| Jahr und Ort     | Gundersen NS | Gundersen GS | Team       |
| ---------------- | ------------ | ------------ | ---------- |
| 2018 Pyeongchang | 40.          | 34.          | 08.        |
| 2022 Peking      | 16.          | 22.          | 09.        |

### Platzierungen bei Weltmeisterschaften
| Jahr und Ort    | Wettbewerb   | Wettbewerb   | Wettbewerb | Wettbewerb |
| Jahr und Ort    | Gundersen NS | Gundersen GS | Team       | Teamsprint |
| --------------- | ------------ | ------------ | ---------- | ---------- |
| 2017 Lahti      | —            | 37.          | —          | —          |
| 2019 Seefeld    | 27.          | 32.          | 07.        | —          |
| 2021 Oberstdorf | 31.          | —            | 07.        | —          |
| 2023 Planica    | —            | 24.          | 06.        | —          |

### Weltcup-Platzierungen
| Saison  | Platz | Punkte |
| ------- | ----- | ------ |
| 2015/16 | 57.   | 003    |
| 2017/18 | 66.   | 006    |
| 2018/19 | 59.   | 008    |
| 2019/20 | 45.   | 010    |
| 2020/21 | 42.   | 021    |
| 2021/22 | 39.   | 040    |

### Grand-Prix-Platzierungen
| Saison | Platz | Punkte |
| ------ | ----- | ------ |
| 2017   | 43.   | 022    |
| 2018   | 28.   | 050    |
| 2019   | 49.   | 017    |
| 2022   | 16.   | 065    |

### Continental-Cup-Platzierungen
| Saison  | Platz | Punkte |
| ------- | ----- | ------ |
| 2014/15 | 86.   | 009    |
| 2015/16 | 42.   | 092    |
| 2016/17 | 45.   | 059    |
| 2017/18 | 96.   | 010    |
| 2018/19 | 31.   | 142    |
| 2019/20 | 10.   | 354    |